# Међумозак
Међумозак је део мозга. Налази се у трећој можданој комори, између леве и десне хемисфере предњег мозга, који га покривају са свих страна осим са доње, која лежи слободно у удубљењу базе лобање.
Међумозак чине: таламус, субталамус, хипоталамус и епиталамус. У његовом саставу се такође налазе две жлезде, и то: хипофиза и епифиза.

## Структура
Диенцефалон се састоји од следећих структура:
- Таламус
- Хипоталамус укључујући задњу хипофизу
- Епиталамус који се састоји од:
- Предња и задња паравентрикуларна једра
- Медијално и латерално хабенуларно језгро
- Stria medullaris thalami
- Задња комисура
- Пинеално тело
- Субталамус